# Marilyn Lange
Cyndi Wood Lillian Müller
Marilyn Lange est une mannequin de charme américaine.
Elle est connue en tant que playmate du magazine Playboy en mai 1974, et fut ensuite désignée comme Playmate de l'Année 1975.

## Biographie
Marilyn est issue d'une famille de trois enfants. Après le collège à Westfield, elle commença à suivre les cours d'une école de secrétariat, se maria à l'âge de 18 ans avec un musicien, mais le mariage ne dura pas. Partie en vacances à Hawaii, elle s'y fixa après y avoir fait la connaissance de son compagnon et s'être installée avec lui à Honolulu. À l'époque de sa parution dans Playboy, ils travaillaient dans le même restaurant, un vieux bateau chinois transformé dans ce but — elle y servait les cocktails et lui animait le piano-bar — mais il n'y avait aucun projet de nouveau mariage. Elle avait même prévu de retourner sur le continent, peu intéressée par la vie à Hawaii.
Marilyn est dotée d'une poitrine très généreuse qui lui fait égaler celle de Cynthia Myers (99 cm). Le dépliant central, comme le reportage complet, fut photographié par Dwight Hooker dans une pose qui la mettait  particulièrement en valeur et « contribua largement à son élection comme Playmate de l'Année » (op. cit.). En cadeau pour ce titre elle reçut notamment une Porsche 911S de couleur rose.
Dans le Livre des Playmates, sa photo en double page ouvre de façon symbolique le chapitre des Seventies, et selon l'éditeur : « Sa façon coquine de jouer avec les poils de son pubis en dit long sur la disparition de vieux tabous qui marque cette décennie ».
Marilyn Lange a fait la couverture de plusieurs couvertures de Playboy, aux États-Unis, en Allemagne et en France (en 1975) et au Brésil (en 1979).
Jouant elle-même au football lorsqu'elle vivait à Hawaii, elle fut élue personnalité préférée de l'équipe de football américain des Chicago Sting et travailla pour eux dans le département des promotions ; le directeur, Jim Walker déclara : « On a vraiment aimé ce qu'elle avait à nous monter ».
Depuis lors, Marilyn est retournée à l'anonymat, et n'a jamais plus fréquenté le monde de Playboy.

## Apparitions dans les numéros spéciaux dePlayboy
- Playboy's Girls of Summer (1983)
- Playboy's Playmates - The Second Fifteen Years (1984)
- Playboy's Playmates of the Year Novembre-Décembre 1986
- Playboy's Wet & Wild Women Juillet-Août 1987
- Playboy's Holiday Girls Novembre-Décembre 1987
- Playboy's Calendar Playmates (Novembre 1992)
- Playboy's Pocket Playmates v1n4 (1976-1971)
- Playboy's Facts & Figures Octobre 1997
- Playboy's Book of Lingerie Mars-Avril 1999
- Playboy's Celebrating Centerfolds Vol. 4 (25 janvier 2000)
- Playboy's Centerfolds Of The Century (Avril 2000)
- Playboy's Playmates of the Year Décembre 2000